# Ambrosio de Vico
Ambrosio de Vico (lugar desconocido, 1543 – Granada, 22 de abril de 1623). Fue un cantero, alarife, y maestro mayor de obras granadino.
Desde joven trabajó en la catedral de Granada, primero como cantero, luego aparejador y finalmente maestro mayor, cargo que ejerció interinamente desde 1580 y con carácter definitivo desde el 3 de octubre de 1588, desarrollando múltiples actividades relacionadas con la construcción en iglesias de Granada y su archidiócesis durante el periodo de transición del Renacimiento al Barroco.
Fue responsable de la elevación de los cuerpos segundo y tercero de la torre de la catedral de Granada, así como del inicio del cuarto, desecho por amenazar ruina, continuando las obras del crucero y coro y ejecutando las bóvedas de la misma catedral.

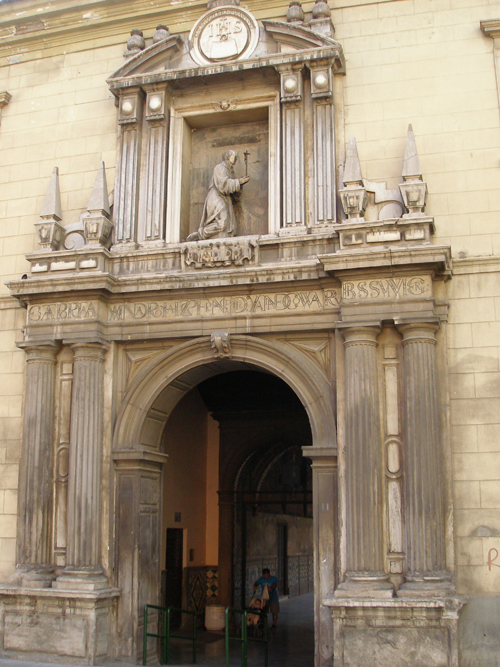
Portada del Hospital de San Juan de Dios de Granada, atribuida a Ambrosio de Vico.

Intervino en la construcción de la iglesia de Santa María de la Alhambra, copiando y adaptando el plano primitivo de Herrera, haciendo recomendaciones, seguidas en parte, diseñando una torre que finalmente se realizó según otros planos, y dirigiendo la ejecución de las obras. Trazó, entre otras, iglesias como la de Santa María de Almuñécar, ampliación de la parroquial de la Encarnación de Motril, Albolote, Atarfe, Cónchar, Bayacas, Carataunas, Montefrío (que no llegó a realizarse), y Deifontes, realizada más tarde con nuevo diseño de Miguel Guerrero y Pedro Adriano.
Son diseño suyo el segundo cuerpo de la puerta del Perdón de la catedral, las portadas de la iglesia de Santiago, Hospital de San Juan de Dios (atribuida), en la capital, y en la provincia Alhendín y Albolote, así como las torres de las iglesias de Iznalloz (atribuida) y Almuñécar. También se le atribuye un monumental retablo protobarroco de piedra, trazado en 1614, en la Iglesia de Nuestra Señora de la Asunción en La Zubia (Granada).

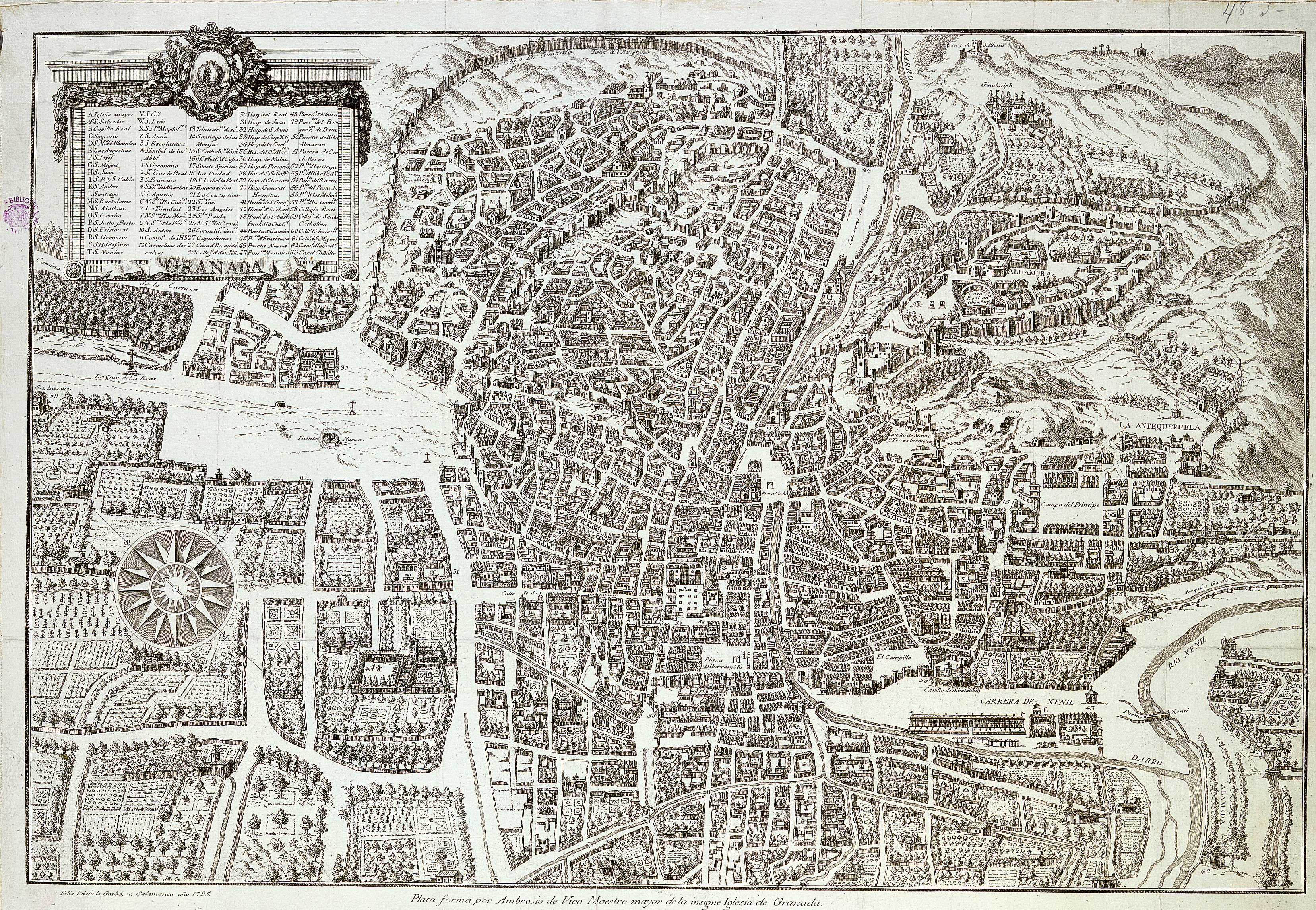
Plataforma de Granada trazada por Ambrosio de Vico hacia 1613. Grabado realizado por Félix Prieto hacia 1795.

Es célebre el documento gráfico que realizó por encargo del arzobispo Pedro Vaca de Castro y Quiñones, conocido como Plataforma de Granada o Plataforma de Vico, plano de 42x62 cm grabado por Francisco Heylan en 1613 en dos planchas de cobre que se conservan en la abadía del Sacromonte. Se trata de la primera representación que describe la ciudad, representándola detallada, completa y fielmente hasta bien avanzado el siglo XVIII, cuando fue arrinconada, aunque sin superar su valor estético, por las nuevas y evolucionadas corrientes cartográficas.
No es posible fijar su lugar de nacimiento, que al parecer es granadino, pudiendo estar relacionado con un albañil de Pinos Puente, de nombre Francisco Vico, activo en 1555. Su nombre se documenta por vez primera  en Granada en el año 1572, aunque por lo menos diez años antes ya trabajaba en la catedral.
Estuvo casado con Isabel de Vergara fallecida un mes antes que él, sin que se conozca descendencia del matrimonio. Jubilado en 1621 a causa de su avanzada edad, murió el 22 de marzo de 1623. Sus restos fueron inhumados en la iglesia del Sagrario de Granada.